# そうさく畑
そうさく畑（そうさくばたけ）は、近畿地方（関西）を中心に開催されていた、創作系（オリジナル）ジャンル限定の同人誌即売会である。長らく、関西で開催される同人誌即売会としては最も古い歴史を誇ったが、後述の諸事情により2016年に最終開催が行われた。

## 沿革
1982年に、スタート。主催は、当初は神戸市を中心として開催されていた同人誌即売会「COMIC FAIR」（1983年まで）、「ミニコミストリート」（1984年のみ）等のオールジャンル系のイベントを開催していた、サークル協議会「すたっふ」であった。当時、創作系（オリジナル）ジャンル限定のイベントが身近になく、創作系の同人同士の交流や情報交換の場の必要性を感じたサークル協議会内外の有志のスタッフ（武田圭史を含む）が中心となって、初期の「実行委員会」を構成し運営にあたり、後に「そうさく畑 実行委員会」単独主催に移行した。
この黎明期においては、同人誌即売会よりも参加者の交流会的な場を作ろうと、イラストコンテストや図書館形式の見本紙展示やレジ式販売、スタッフによるミニ喫茶コーナー設置、そしてスタッフや参加者がイベント中に別室でレクリエーション的なことをおこなうなど様々な試行錯誤があった。その後定着した打上げ会もこの交流会的な雰囲気が色濃くスタッフ外でも気楽に参加することができた。
2006年以後は同組織が赤ブーブー通信社(有限会社ケイ・コーポレーション)の傘下へと収まる事となったため運営が同社へと移った。
会場は、1987年までは、神戸市青少年会館（但し７回目は神戸の須磨区民センター、８回目は大阪の西区民センター）で開催されていたが、サークル数の増加等に伴い、同年より大阪市中央公会堂に会場を移転した。1994年頃からは再び神戸市内で開催されるようになり、阪神・淡路大震災による一時的な中断の後、神戸サンボーホールを主会場とした。
1993年から2004年までは東京で、1998年には岡山で、2001年から2003年までは名古屋でも開催されたことがあるが、後に神戸市で年1回ペースの開催のみとなった。
2013年以降はイベント名を「そうさく畑 収穫祭」とし、同じケイ・コーポレーション傘下の同人誌イベントこみっくトレジャー the ORIGINとの併合開催となっていた。また「収穫祭」以降は主会場を大阪市内となり、募集規模も700サークルに拡大していた。
収穫祭 2014夏をもって、武田圭史は代表を辞した。武田は同年8月にケイ・コーポレーションを退職したが、「収穫祭 2014秋」まではケイ・コーポレーションにより引き続き開催。その後は、ケイ・コーポレーションの好意により当イベントは独立開催が可能となり、武田は代表への復帰を考え開催を模索していたが、2015年10月23日に急死。
その後、そうさく畑実行委員会より、2016年秋にそうさく畑FINALの開催が告知された。2016年11月6日に開催された。

## 特徴
- 末期を除けば、入場料はなく、サークル・一般参加者ともに公式パンフレットは自由購入制となっていた。
- 募集規模は、サンボーホール時代はサークル参加で450スペース程度。収穫祭では700スペース程度となっている。
- 各サークルのスペースとは別に、参加サークルの作品を展示する「図書館」と呼ばれるスペースが設けられ、サークルブースとは別に見本誌の展示を行っている。
- サークルの任意参加に任せる形でポイント制を導入している。これに参加している各サークルで購入するごとに、サークル側が公式パンフレットに添付するポイントシールを発行する。なおサークル側のポイント制への参加は任意であり強制ではない。一方でポイント制に参加しているサークルは、その事を掲示する事を求められる。ポイントシールや参加表明周知用のPOPは準備会側で用意されており、当日、サークルスペース机上に配布されている。ポイントを集めると実行本部にて参加賞の抽選に参加する事ができる。
- イベントオリジナルのお菓子が制作されている。特定の時間になると参加しているサークルに参加特典（おやつ）として配布される。
- 同イベントでは、かつては成人向け作品の頒布を禁止していたが、2006年の赤ブーブー通信社への運営移行に伴い、同社の参加要項に準ずる形となった[6]。ただし2013年の「収穫祭」「こみっくトレジャー the ORIGIN」の併合開催体制となってからは、成人向け作品を扱うサークルは全て「トレジャー」側に振り分けており「そうさく畑 収穫祭」そのものは改めて成人向け作品の頒布を禁止する形となっている。2016年のFINALでは単独開催のため禁止されなかった。

## ぷち畑
同運営者によるオールジャンル同人誌即売会(コミックシティ・こみっくトレジャー)内で行われる小規模(プチオンリー)イベント。行われているイベントに参加している各サークルにより「小規模で『そうさく畑』を再現する」事を目的として実施されている。主には、取りまとめサークルによる「見本誌スペース」の運営や、参加サークルによるポイントシールの配布などが行われる。